# Charles-Salomon du Serre
Charles-Salomon du Serre (né à La Rochette en 1572, mort à Gap  le 16 mai 1637) est un ecclésiastique qui fut évêque de Gap de 1600 à 1637.

## Biographie
Charles-Salomon du Serre est issu d'une famille originaire de la Haute-Provence et du Dauphiné. Il est le fils d'Antoine du Serre, seigneur de Thèze qui sert sous Claude d'Annebault lors du siège de Metz en 1552 puis s'implique aux côtés des Huguenots dans les Guerres civiles où trois de ses cinq fils sont tués. Sa mère Marguerite Bonne d'Auriac est une adepte de la réforme protestante et il nait au château d'Auriac, mais on ne connait rien de sa formation. Il sert apparemment comme page dans les suites du duc de Guise et du duc de Mayenne ce qui implique qu'il se soit converti assez jeune au catholicisme mais il n'est pas entré dans les ordres lorsqu'il est désigné comme évêque de Gap. C'est certainement le mariage en 1594 de sa sœur Suzanne avec Claude Paparin, le neveu de l'évêque de Gap Pierre Paparin qui suscite en lui une ambition épiscopale et l'incite à embrasser l'état ecclésiastique. Il avait sans doute été envisagé qu'il devienne le coadjuteur de son prédécesseur car il reçoit sa bulle pontificale de confirmation dès le 30 août 1600 soit un mois après la mort de Pierre Paparin. 
Dès le début de son épiscopat en 1603, il doit tolérer la tenue d'un synode de réformés dans sa cité épiscopale réuni avec l'approbation de Lesdiguières. Il commence ensuite un long conflit avec la municipalité de Gap qui ne se termine par un compromis qu'en 1628. Entre-temps il assiste à l'Assemblée du clergé de 1608 et établit les Capucins à Gap en 1614. Il avait obtenu l'abjuration de sa mère en 1613 mais doit encore accepter un second synode des réformés en 1618. En 1629 il y reçoit le roi Louis XIII de France et la même année il installe un couvent d'Ursulines. En 1634 il accepte à son tour de prendre Artus de Lionne comme coadjuteur mais il meurt avant que ce dernier ne soit confirmé par Rome et est inhumé dans la chapelle Saint-Sébastien de la cathédrale de Gap.